# Moreno Valley
Moreno Valley est une municipalité américaine du comté de Riverside, dans l'État de Californie. Proche de la ville de Riverside, elle fait partie de l'agglomération du Grand Los Angeles. Sa population s'élève à  208 640 habitants lors du recensement de 2020 et est estimée à 212 392 habitants en 2023.
La ville tire son nom de la petite communauté de Moreno, qui est devenue une partie de la ville de Moreno Valley lorsque la ville a été constituée en 1984.

## Histoire
Le site actuel de Moreno Valley a été occupé depuis la préhistoire par des Shoshones. Des explorateurs espagnols ont commencé à explorer la zone à partir de la Nouvelle-Espagne sans porter beaucoup d'attention sur le site, trop sec. Puis après l'incorporation de la Californie aux États-Unis et après la construction de la route reliant Tucson à San Francisco des fermiers sont venus s'installer dans la région ; ils utilisèrent le système d'irrigation de Frank E. Brown pour irriguer la vallée. C'est ainsi que le nom de cette vallée fut donné, Moreno étant la traduction espagnole de Brown (Brun en français). Après une bataille juridique perdue opposant Moreno Valley aux habitants de Redlands à propos de l'eau utilisée pour l'irrigation, la majorité des habitants durent partir. 

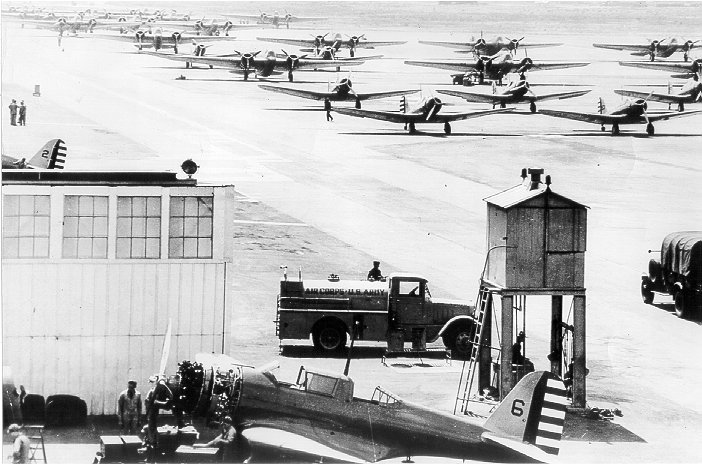
La base aérienne de March Field dans les années 1930. Chasseurs et bombardiers B-10 du 7th Bombardment Group de l'United States Army Air Corps.

La renaissance de la ville advint en 1918 quand l'ancêtre de la  United States Air Force décida de construire un camp d'entrainement pour ses pilotes appelée March Field.

Dans les années 1980, l'augmentation de la population (19 000 habitants en 1970, 50 000 en 1984) a rendu possible la création d'une corporation municipale en 1984. Les communités de Edgemont, Sunnymead, et Moreno s'agrégèrent pour former la municipalité de Moreno Valley.

## Géographie

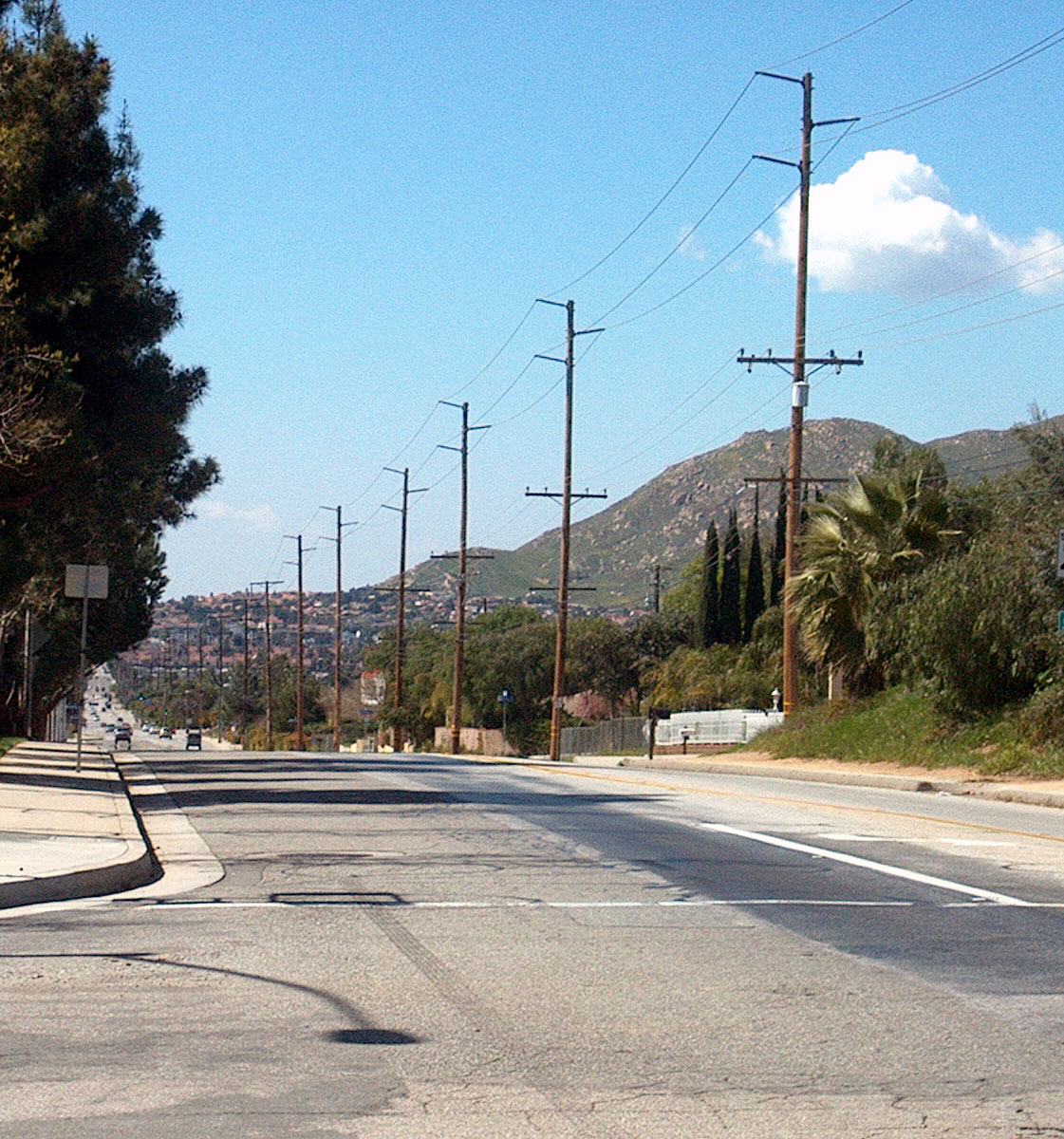
Vue de Moreno Valley (Ironwood Avenue)

Selon le Bureau du recensement des États-Unis, Moreno Valley a une superficie totale de 132 km2.

La ville se trouve à un carrefour géographique avec à l'est la vallée de Coachella, au sud le lac Perris, au nord les San Bernardino Mountains, à l'ouest Riverside puis Los Angeles.

## Démographie
Selon le recensement américain de 2020, Moreno Valley comptait 208 640 habitants. La densité de population était de 1 580 habitant/km2.
En 2020, la composition ethnique de Moreno Valley était la suivante : 46 908 (25,7 %) Blancs américains, 33 158 (17.6 %) Afro-Américains, 12 566 (5.6 %) Asio-Américains, 3 992 (0,8 %) Amérindiens, 1 155 (0,5 %) Océano-Américains et 36 198 (17,34 %) Américains multiraciaux. La ville comptait 128 168 (60,3 %) Hispaniques et Latino-Américains.
Selon le American Community Survey (en) de 2022, le revenu médian des ménages était de 86 909 $. Environ 10,2 % des familles et 12,1 % de la population vivaient sous le seuil de pauvreté, dont 15,6 % des moins de 18 ans.

## Jumelage
San Juan de los Lagos (Mexique) depuis 1993